# Girl group
Girl group (en castellano: 'grupo de chicas' o 'grupo femenino') también llamado girlband es un grupo musical que incluye a varias cantantes femeninas que, generalmente, armonizan juntas.
La expresión anglosajona girl group se usa también en su sentido más estricto en los países de habla inglesa para denotar la ola de grupos de cantantes femeninas de pop estadounidenses que florecieron a finales de los años 1950 y principios de los 1960, entre el declive del primer rock and roll y la invasión británica, muchos de los cuales estaban influenciados por el doo wop.
Los grupos formados por chicas, en los cuales algún miembro toca algún instrumento, son considerados un fenómeno por separado. Estos grupos son llamados a veces girl bands (en castellano: 'bandas de chicas'), para diferenciarlos, si bien esta terminología no es universalmente seguida, y estas bandas en ocasiones son llamadas también girl group.
Con la llegada de la industria musical y las emisoras de radio, el número de grupos de chicas aumentó. En los primeros años de la década de los 60 los grupos de cantantes femeninas aumentaron como la espuma, con 750 grupos distintos editando canciones que llegaron a las listas de éxitos tanto en los Estados Unidos como en el Reino Unido desde 1960 a 1966. Solo The Supremes celebraron 12 sencillos n.º 1 en la lista Billboard Hot 100 durante el grueso de la ola y durante la mayor parte de la invasión británica, rivalizando incluso con The Beatles en popularidad.
En épocas posteriores, la plantilla de los grupos de chicas se aplicó a la música disco, R&B contemporáneo y formatos basados en el country, así como al pop. Una más globalizada industria de la música vio la extrema popularidad de la música pop orientada al baile dirigida por las grandes discográficas. Esta aparición, dirigida por los Estados Unidos, el Reino Unido y Japón, produjo bandas de extremada popularidad, con 8 grupos debutando tras 1990 en las listas y habiendo vendido más de 15 millones de copias físicas de sus discos. Además, desde finales de la primera década de 2000, Corea del Sur ha tenido un impacto significativo, con 8 de los 10 grupos con mayor ventas digitales del mundo originarias de ese país.

## Historia

### Comienzos
Uno de los primeros grupos de chicas fueron Hamilton Sisters and Fordyce, un trío estadounidense que hizo giras exitosas en el Reino Unido y en otros lugares de Europa en 1927, grabando y apareciendo en la BBC Radio. Hicieron conciertos de forma extensa por grandes teatros y locales de variedades en los Estados Unidos y, más tarde, se cambiaron el nombre artístico a Three X Sisters. Las chicas estuvieron juntas desde 1923 hasta principios de los años 1940, siendo conocidas por sus armonías cerradas, así como por su estilo barbershop y novedoso, y tuvieron cierto éxito en las emisoras de radios de los años 1930.
The Boswell Sisters, que se convirtieron en uno de los grupos vocales más famosos entre 1926 y 1930, tuvieron más de 20 éxitos. 
The Andrews Sisters comenzaron en 1937 como un grupo tributo a The Boswell Sisters y continuaron grabando y actuando desde los 40 hasta finales de los 60, logrando más ventas de discos, más éxitos Billboard Hot 100, más multiventas y más apariciones en películas que cualquier otro grupo de chicas hasta la fecha.

### 1955–1966: la ola de los grupos de chicas

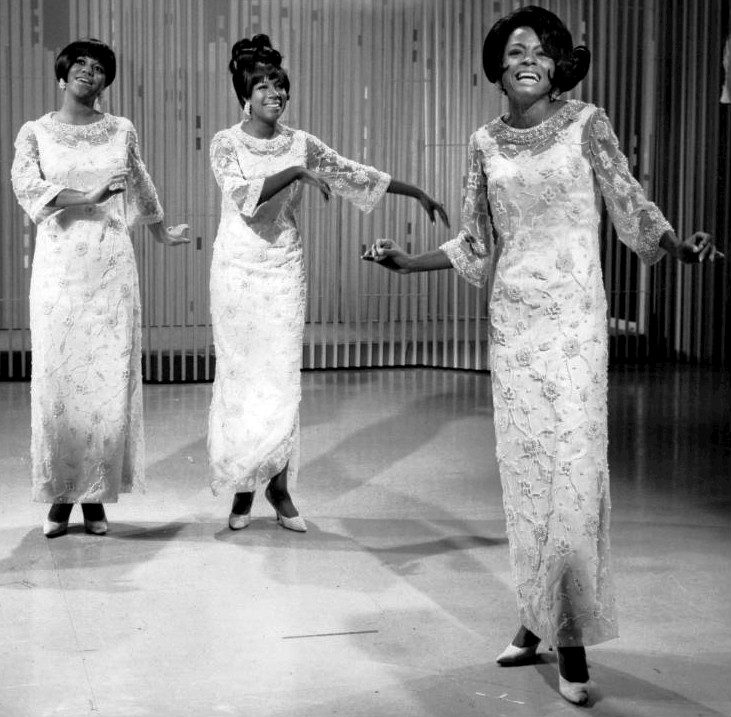
The Supremes se convirtieron en uno de los grupos femeninos más populares en los 60.

En la explosión del rock and roll, los grupos de armonías cerradas como The Chordettes, The Fontane Sisters, The McGuire Sisters y The DeCastro Sisters permanecieron en la popularidad, con los tres primeros grupos llegando al n.º 1 en las listas de música popular y, el último, llegando al n.º 2, a finales de 1954 y comienzos de 1955. Además, The Lennon Sisters fueron un pilar en The Lawrence Welk Show desde 1955. A principios de 1956, grupos doo wop de un solo éxito, como The Bonnie Sisters con Cry Baby y The Teen Queens con Eddie My Love, mostraron la posibilidad de salir de las armonías pop tradicionales. Con Mr. Lee, The Bobbettes permanecieron durante cinco meses y medio en las listas durante 1957, impulsando y obteniendo una mayor aceptación para los grupos vocales de mujeres negras.
En todo caso, fueron The Chantels con su canción de 1958 Maybe las que se convirtieron en posiblemente, la primera y verdadera encarnación del sonido de un grupo de chicas. La mezcla de doo wop negro, rock and roll y pop blanco era atractiva para la audiencia adolescente y creció de los escándalos de la payola y los efectos sociales de la música rock. El éxito de The Chantels y otros grupos fue seguido por un enorme incremento en los grupos de chicas con diferentes habilidades y experiencia, con las típicas etiquetas de género, racialmente segregadas por la industria musical, para el rhythm and blues y el pop apareciendo poco a poco. El grupo considerado como el primero en tener un éxito sostenido en el género de los girl groups fueron The Shirelles, que llegaron por primera vez al n.º 1 en el Top 40 con Tonight's the Night y, en 1961 se convirtieron en el primer grupo de chicas en alcanzar el n.º 1 del Billboard Hot 100 con Will You Love Me Tomorrow, escrito por los compositores Gerry Goffin y Carole King del edificio Brill. The Shirelles consolidaron su éxito con cinco éxitos más entre el Top 10, particularmente con su éxito n.º 1 Soldier Boy, durante los dos años y medio siguientes. 
El tema Please Mr. Postman de The Marvelettes se convirtió en una importante indicación de la integración racial de la música popular, ya que era la primera canción n.º 1 en los Estados Unidos de la discográfica afroamericana Tamla/Motown. El sello sería autor intelectual de muchos grupos de chicas importantes, incluyendo a Martha and the Vandellas, The Velvelettes y The Supremes.

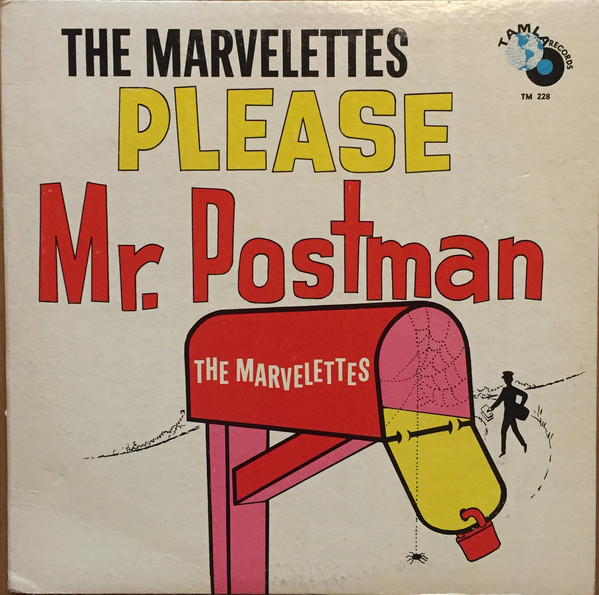
Portada de Please Mr. Postman.

Otros compositores y productores en los EE. UU. y el Reino Unido rápidamente reconocieron el potencial de este nuevo enfoque y reclutaron grupos formados (o, en algunos casos, creando grupos nuevos) para grabar sus canciones con el estilo girl group.
Phil Spector (figura crucial en los grupos de chicas de estos años), reclutó a The Crystals, The Blossoms y The Ronettes, mientras Goffin y King escribieron dos éxitos para The Cookies.
Jerry Leiber y Mike Stoller, por otro lado, fomentaron a The Exciters, The Dixie Cups y The Shangri-Las.
The Paris Sisters tuvieron éxito desde 1961, especialmente con I Love How You Love Me, hasta 1964. The Sensations, The Chiffons, The Angels y The Orlons (tras la salida de Stephen Caldwell en 1964) fueron famosas a principios de los 60. A principios de otoño de 1963, el grupo de un solo éxito The Jaynetts, con Sally Go 'Round the Roses, consiguió un misterioso sonido diferente a cualquier otro grupo de chicas. En enero de 1964, otro grupo de un solo éxito llamado The Murmaids llevó Popsicles and Icicles de David Gates al n.º 3. The Carefrees con We Love You Beatles llegaron al Top 40 en abril, y The Jewels con Opportunity tuvieron un pequeño éxito en diciembre.
Más de 750 grupos de chicas llegaron a meter una canción en las listas entre 1960 y 1966 tanto en los Estados Unidos como en el Reino Unido, si bien el género no se dejó notar mucho en la industria musical de otras regiones. En Europa Occidental, la cultura juvenil estaba profundamente inmersa en la cultura yeyé. En Europa Oriental, grabando a artistas de Asia Oriental que venían de la canción tradicional, coros patrocinados por el gobierno, o solistas y grupos multiculturales. La influencia global de la música beat en algún momento lanzó los grupos de chicas como un género y, excepto por un pequeño número de grupos anteriores y posiblemente The Toys y The Sweet Inspirations, el único grupo de chicas con relevancia en las listas desde el comienzo de la invasión británica fueron The Supremes. El sonido distintivo de los grupos de chicas mencionados hasta ahora, no volverían a surgir hasta el siglo XXI, donde influirían a solistas de habla inglesa que encontraron éxito internacional, como Amy Winehouse, Adele, Duffy y Melanie Fiona, entre otras.

### 1970–1990: cambios en los formatos y los géneros

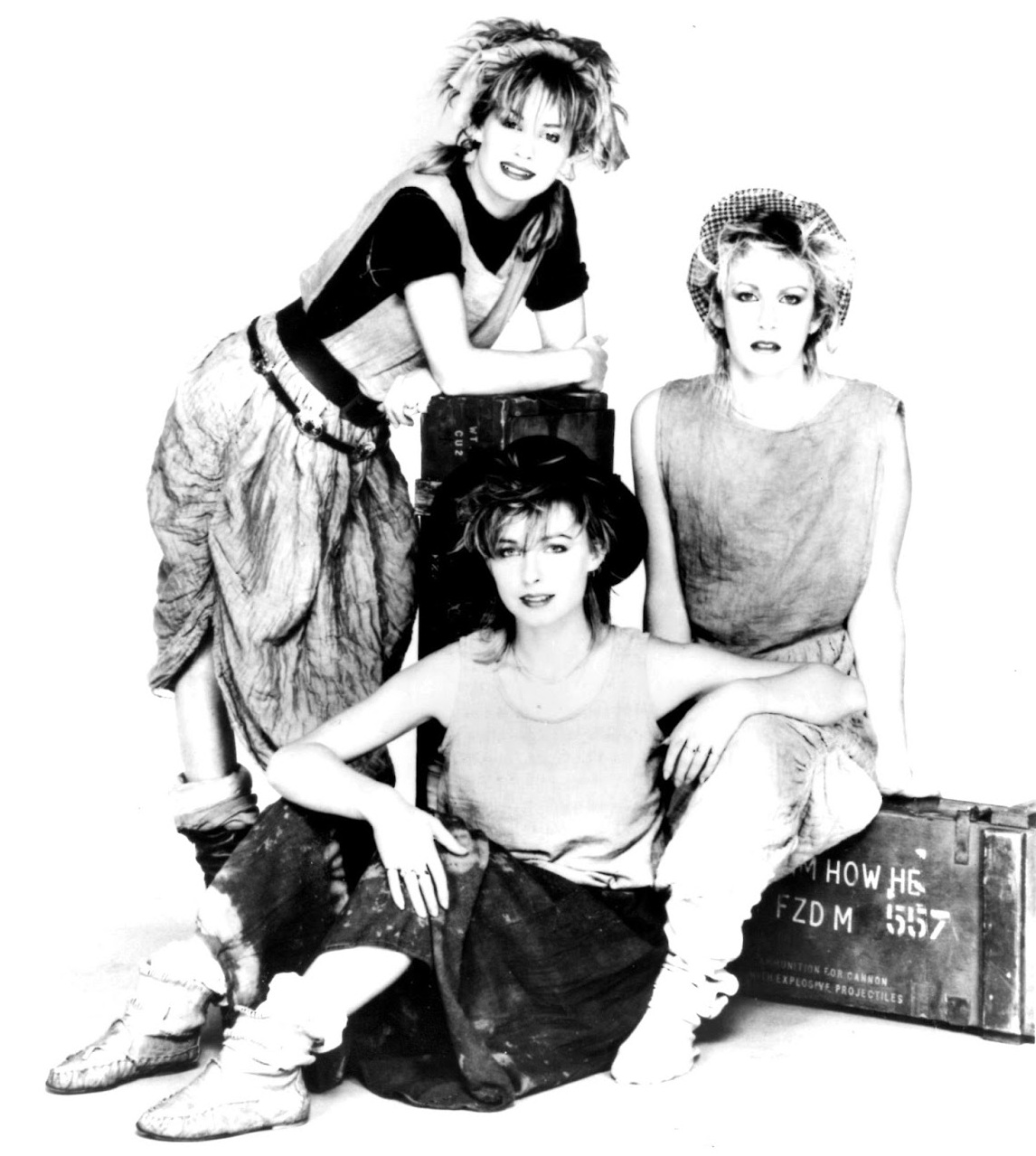
Las Bananarama (imagen) fueron reconocidas por Guinness World Records como el grupo exclusivamente femenino que logró el mayor número de entradas en las listas musicales de todo el mundo.

De 1971 a 1974 los únicos éxitos de grupos de chicas puros que llegaron al Top 10 fueron Want Ads de Honey Cone y When Will I See You Again de The Three Degrees (que tenían sus raíces en los 60). Patti LaBelle and The Bluebelles fue un girl group estadounidense de los 60 cuya imagen ayudó a rehacer su productor, Vicki Wickham, a principios de los 70, renombrando el grupo a LaBelle y empujándolas en dirección al glam rock. LaBelle fueron el primer grupo de chicas en evitar los trajes a juego y las coreografías idénticas, vistiendo en su lugar, extravagantes trajes espaciales y tocados de plumas. Más tarde, durante la época dorada de la música disco, llegarían grupos como First Choice, Silver Convention, y The Emotions, entre otros.
A finales de los años 1970, e influenciado por la música disco, surgió el estilo musical Hi-NRG, con grupos como Odyssey, Sister Sledge, Mary Jane Girls, Belle Epoque, Frantique, Baccara, etc.
En los años 1980 en Latinoamérica surgieron los grupos pop femeninos mexicanos como Flans, Pandora y Fandango. Mientras tanto, en el Caribe, nació una orquesta de merengue femenina dominicana que tuvo un éxito rotundo en los años 1980 y principios de los 1990, esta agrupación fue llamada Las Chicas del Can.

### 1990–2018: la era del pop de baile

#### R&B estadounidense yhip hop

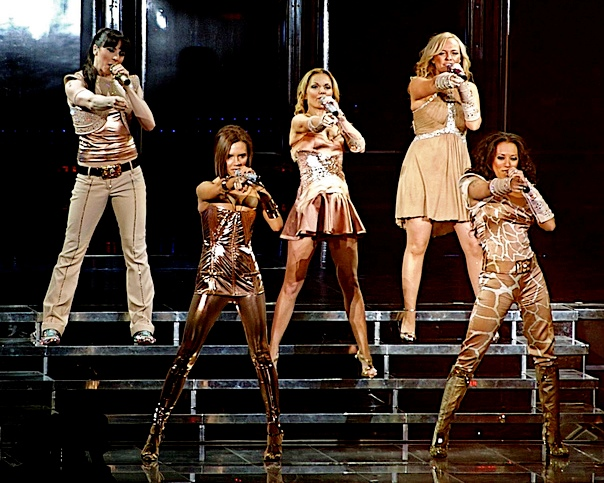
Spice Girls se han convertido en el girl group con mejores ventas de todos los tiempos.

En el año 1996 llegó la mayor girlband de la historia, las Spice Girls. Revolucionaron la música pop con su primer sencillo "Wannabe", obteniendo 9 sencillos número 1 y más de 100 millones de álbumes y sencillos vendidos. Emma, Geri, Mel B, Mel C y Victoria fueron un boom mundial. Con el ascenso del new jack swing, el hip hop y el R&B contemporáneo, los grupos de chicas estadounidenses como En Vogue, Exposé y Sweet Sensation tuvieron sencillos que llegaron al n.º 1 en las listas de éxitos. Grupos de estos géneros, como SWV, Xscape, 702, Total, Zhane y Blaque, lograron tener alguna canción en las listas tanto en el Billboard Hot 100 como en la lista de éxitos estadounidense de R&B. De todas formas, TLC y Destiny's Child (junto con solistas como Whitney Houston, Mariah Carey y sus contrapartidas masculinas como Boyz II Men y R. Kelly), marcaron el comienzo en una era donde el R&B contemporáneo se convertiría en aceptado por el mercado global.  El álbum de TLC de 1994, CrazySexyCool, vendió 23 millones de copias. Destiny's Child, por su lado, ha vendido más de 60 millones de discos en conjunto.
A pesar del declive de popularidad de los grupos de chicas, el grupo estadounidense Pussycat Dolls consiguió éxito a nivel mundial con sus sencillos, como Don't Cha, Buttons y When I Grow Up. El grupo ha vendido 54 millones de copias en todo el mundo, haciéndolos uno de los grupos de chicas con mayores ventas de todos los tiempos. 
Uno de los grupos emergentes que dominó la década del 2010, fueron el grupo de chicas estadounidenses Fifth Harmony, integrado por Normani Kordei, Ally brooke, Dinah Jane,Lauren Jauregui y Camila Cabello, (esta última desde 2012 hasta 2016). Unidas por el  programa de talentos The X Factor en 2012; las cinco integrantes a través de sus canciones acerca del empoderamiento femenino, la igualdad y la confianza de cada persona, todo esto seguido de las influencias musicales de mujeres que habían dominado las décadas anteriores, entre ellas Mariah Carey, Madonna, Beyoncé y las mismas Destiny's Child. El grupo de cinco chicas trajo nuevamente vibras de las décadas pasadas con ritmos actuales del R&B, Pop y Soul, rompiendo récords de reproducciones en YouTube con Worth It, tercer sencillo de su álbum debut y el lead single de su segundo álbum Work from Home, (siendo éste el sencillo más vendido de un grupo de chicas en la historia, con 15 millones de copias vendidas alrededor del mundo), alcanzando el #4 del Billboard Hot 100 con este último tema, además de ser el grupo de chicas más premiado de la década y habiendo ganado una de las fan base más grandes de esta década, los llamados "harmonizers". Fifth Harmony vendió alrededor de 57-60 millones de copias combinadas entre físico-stream en el mundo hasta 2019 Convirtiéndolo en uno de los grupos de chicas más vendidos de todos los tiempos, donde después de casi cinco años decidieron poner un paro indefinido al grupo para seguir con sus aspiraciones individuales.

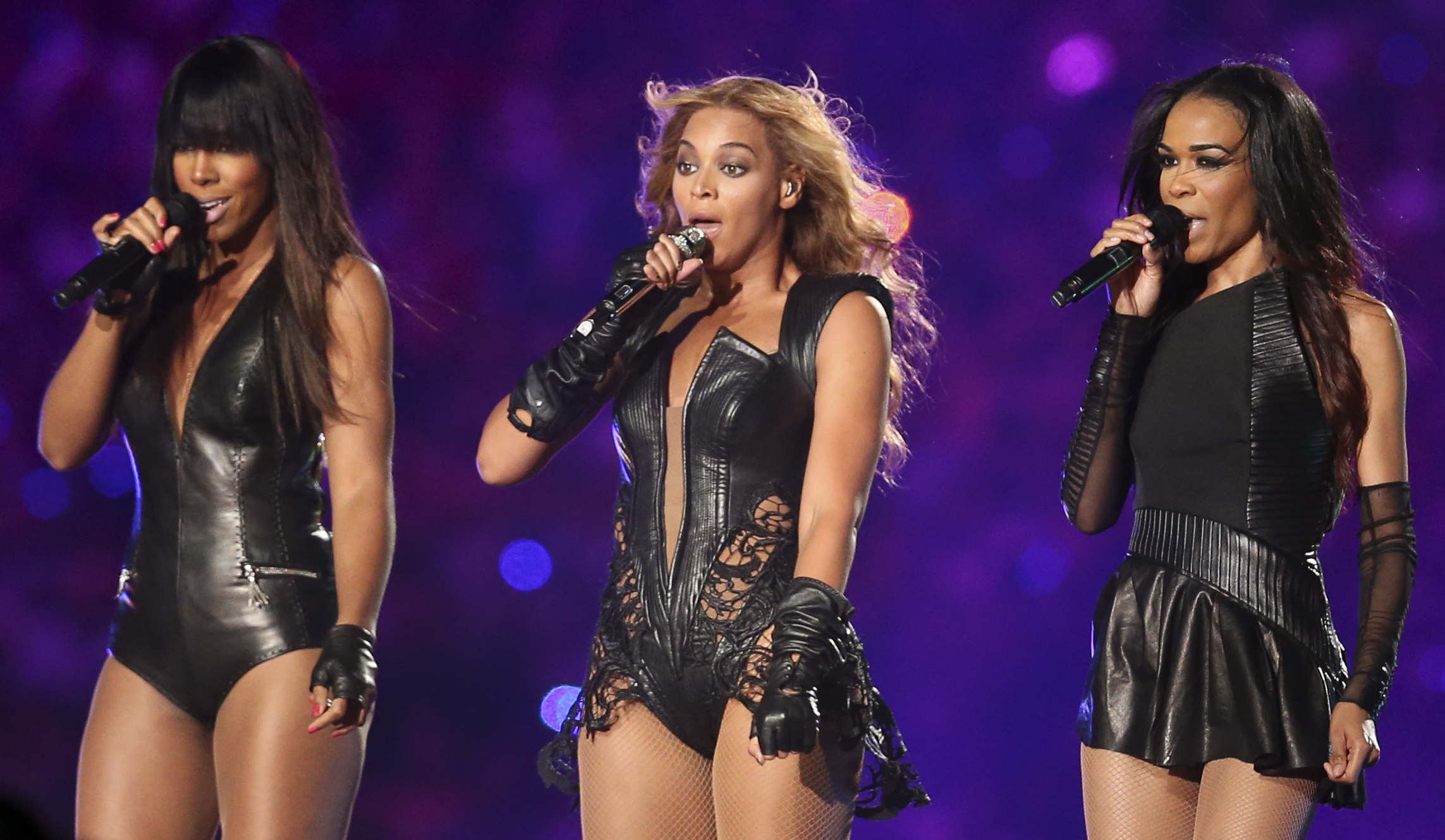
Destiny's Child se encuentra entre los grupos de chicas estadounidenses más exitosos de la década de 2000.

El grupo británico de chicas Little Mix, formado por las integrantes Perrie Edwards, Jade Thirlwall, Leigh-Anne Pinnock y Jesy Nelson es, principalmente un grupo de chicas pop, R&B, y dance-pop. Sus canciones también incluyen influencias de otros géneros como tropical house, pop latino y electrónica. Se formaron exclusivamente para la octava serie de The X Factor en 2011 y se convirtieron en el primer grupo en ganar la competencia. Después de su victoria, firmaron con Syco Records y lanzaron una versión de "Cannonball", de Damien Rice, como su sencillo ganador. En el Reino Unido el grupo ha ganado cuatro sencillos número uno, incluidos "Wings", "Black Magic" y "Shout Out to My Ex". El grupo ha vendido 55.5 millones de discos en todo el mundo, convirtiéndolos en uno de los grupos de chicas más vendidos de todos los tiempos, (actualmente superando a las Spice Girls en Reino Unido). El grupo ganó el Mejor sencillo británico por "Shout Out to My Ex" en los Brit Awards 2017 y ganaron el Mejor video británico por "Woman Like Me" en los Brit Awards 2019. Además, cuentan con dos de los tours más recaudados por una banda de chicas de la historia [cita requerida], y millones de boletos vendidos contando todos sus tours alrededor de los años. La girlband sigue en actividad actualmente, aunque en diciembre de 2020 Jesy Nelson decidió abandonar el grupo.

#### La segunda invasión británica

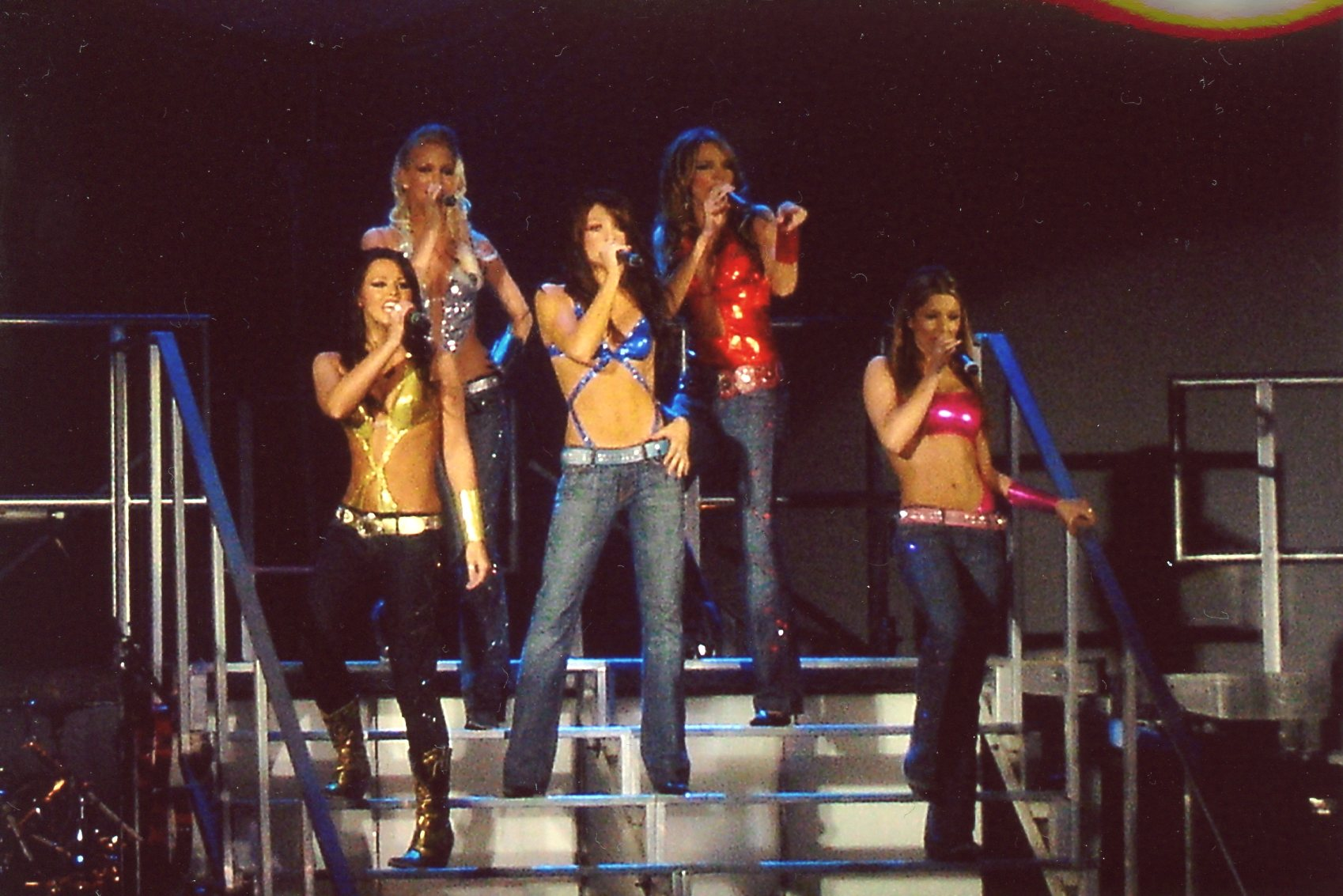
Girls Aloud uno de los grupos de chicas más exitosos del Reino Unido de la década de 2000.

Entre la dominación estadounidense de la escena de los grupos de chicas, las británicas Spice Girls cambiaron las tornas y tuvieron nueve sencillos n.º 1 en EE. UU. y en su país. Con conciertos de entradas agotadas, publicidad, con mercado mundial de 80 millones de copias vendidas, el álbum más vendido en toda la historia por un grupo femenino y una película, Spice Girls se convirtieron en el éxito comercial más grande en el Reino Unido desde The Beatles .

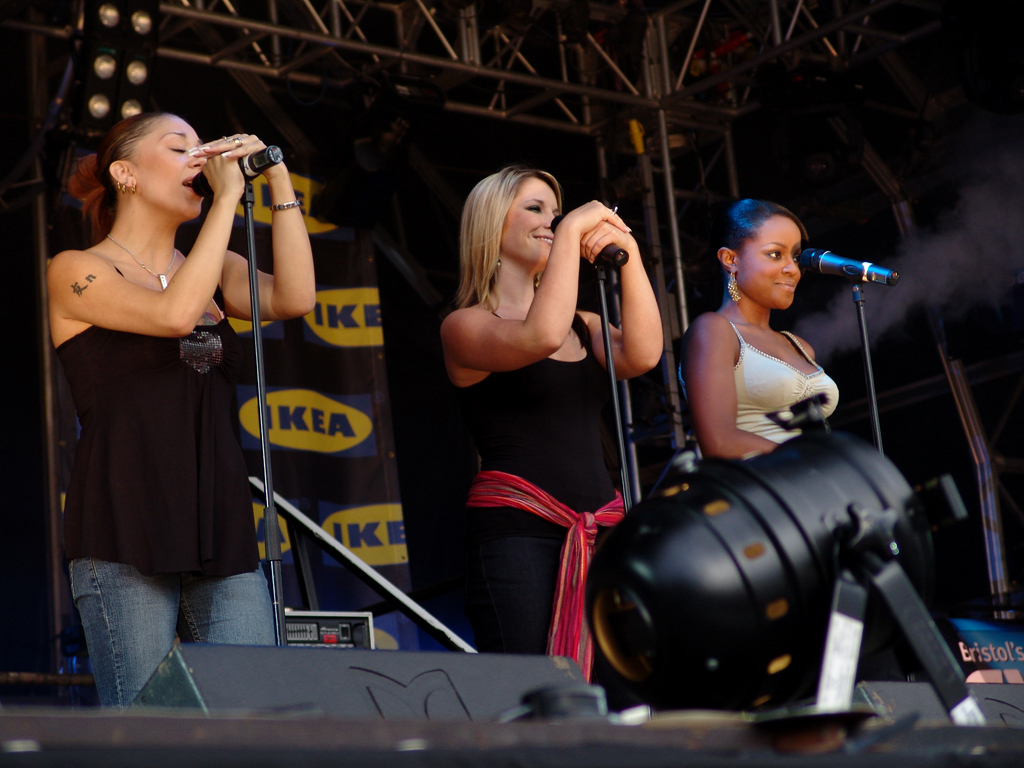
Sugababes colocó varias canciones en el número uno en las listas del Reino Unido durante la década de 2000.

El movimiento cultural que iniciaron Spice Girls produjo otros grupos similares, que incluyen el grupo británico-canadiense All Saints, las irlandesas B*Witched y Eternal, que alcanzaron distintos niveles de éxito.
En 1999, Andy McCluskey, uno de los componentes de OMD, famosa banda de synth pop muy conocida por su mítica canción de 1980 «Enola Gay», creó Atomic Kitten, un trío femenino que tuvo tres sencillos en el n.º 1 británico: 
- 2001 - Whole Again, que es el cuarto sencillo más vendido por un grupo de chicas de todos los tiempos.
- 2001 - Eternal Flame, una canción original de The Bangles.
- 2002 - The Tide Is High, un tema original compuesto en los años 1960 por John Holt, miembro del grupo jamaicano The Paragons y, versionada después en 1980 por la banda neoyorquina Blondie.

Atomic Kitten también alcanzó el n.º 1 en su país en las listas de ventas de álbumes:
- Right Now (2001), una reedición de su álbum de debut.
- Feels So Good (2002).

Al comienzo del siglo XXI los grupos de chicas del Reino Unido fueron bastante populares durante su primera década, con los temas Sound of the Underground de Girls Aloud y Round Round de Sugababes consideradas como dos grandes éxitos, acreditado por la remodelación de la música pop británica de los años 2000.
El éxito de Sugababes y Girls Aloud inspiraron a otros grupos, como The Saturdays, StooShe y Little Mix. El cuarteto británico de R&B contemporáneo Little Mix se convirtieron en el segundo grupo de chicas británico, tras Spice Girls, en tener dos álbumes en el Top 10 estadounidense, así como ser el primer girl group británico en pasar su primera semana en el Top 5. Son conocidas por ser el mejor grupo de chicas de su época y su álbum Get Weird, llegó al 2.º lugar en las listas de ventas.

#### La aparición de los grupos de Chicas Asiáticas

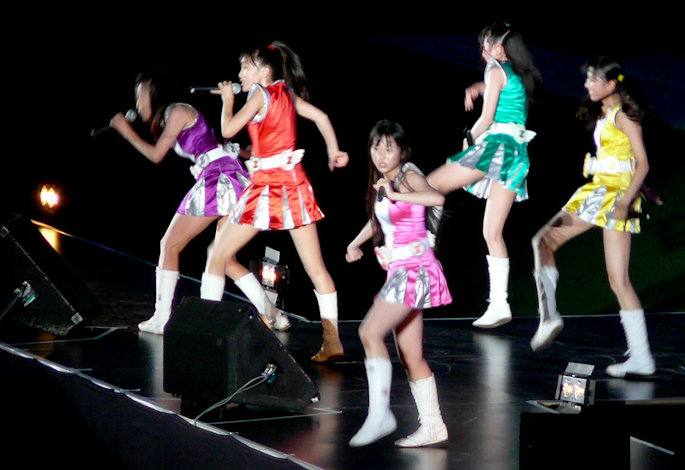
Momoiro Clover Z en una de sus actuaciones.

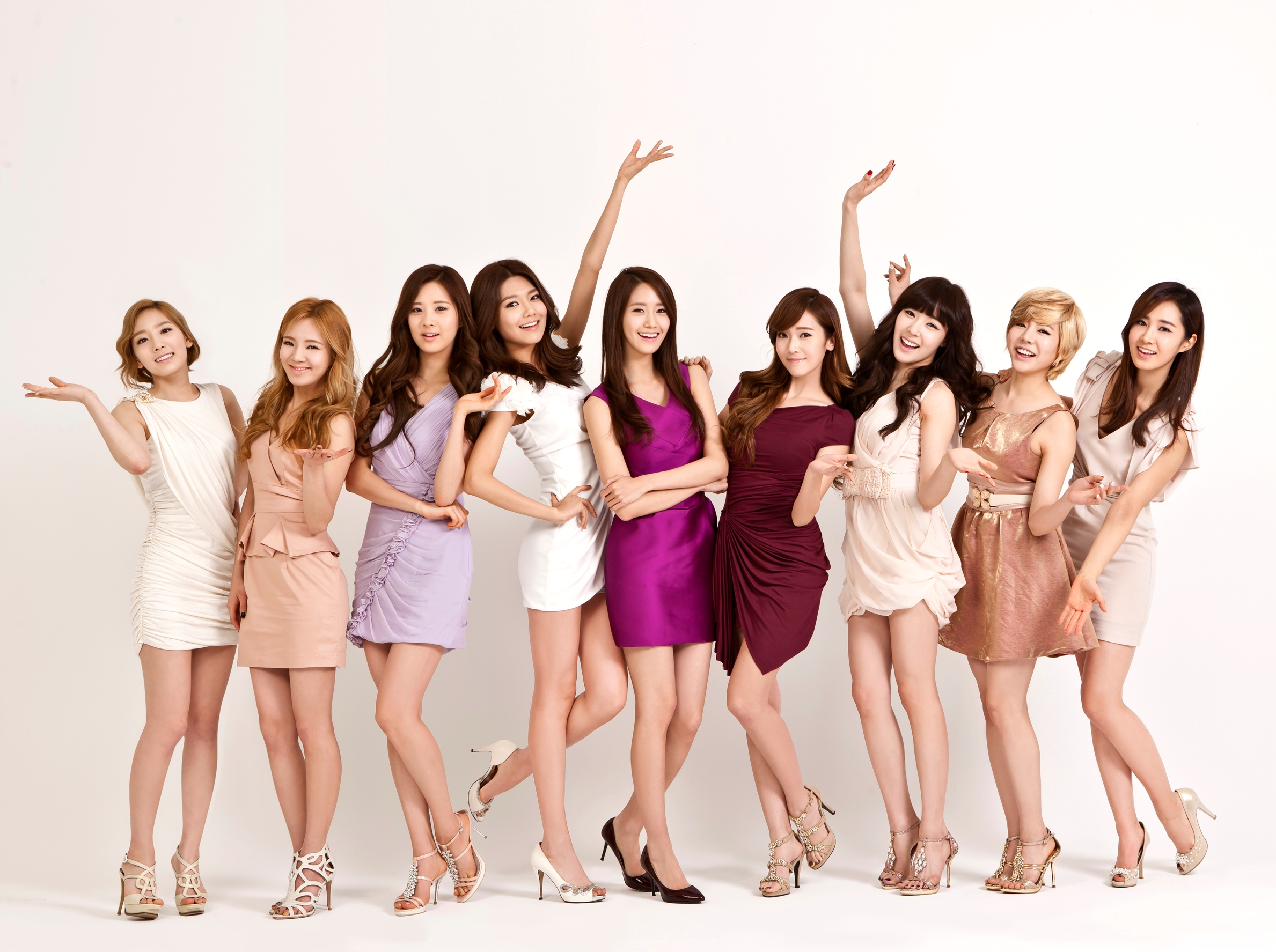
El grupo coreano Girls' Generation.

A pesar de que los grupos de chicas focalizados en dance pop en Asia emergieron en los 90, paralelamente a sus contrapartidas británicas, los grupos de chicas asiáticos se mantuvieron como formatos exitosos hasta 2010. Los grupos de los años 1990 probaron una fórmula exitosa de bailes altamente coreografiados con sincronía de labios.
En Japón (segundo mayor mercado de la industria musical), los grupos de chicas de pop japonés encabezan la lista Oricon de ventas.
Grupos como Speed, Morning Musume, AKB48 y Momoiro Clover Z surgieron entre los años 1990 y los primeros compases del siglo XXI.
Speed vendió un total de 20 millones de copias en tres años solamente en su país.
Morning Musume es uno de los grupos de chicas con mayor éxito, convertidas casi en ídolos del pop, y de los de mayor trayectoria, teniendo el valor más alto de ventas de sencillos (de un grupo femenino) en las listas Oricon desde febrero de 2012, el récord Oricon de mayor número consecutivo de sencillos en el Top 10 (un total de 55 sencillos) de todos los artistas japoneses, y solo en Japón han vendido más de 18 millones de copias. 
AKB48, en mayo de 2013, tuvo la posición de artistas femeninas con mejores ventas (por número de sencillos vendidos), según las estadísticas de Oricon, con unos 22 millones de sencillos.
Momoiro Clover Z son conocidas por sus actuaciones innovadoras. Además, según las encuestas de 2013 y 2014 eran el grupo de chicas japonés más popular. El grupo es conocido por sus actuaciones energéticas, incorporando elementos de ballet, gimnasia y películas de acción. Si bien las voces de las chicas no son demasiado estables cuando se combinan con los bailes intensos, nunca han usado sincronía de labios.
En 2009, la ola coreana (también llamada Hallyu) y, dentro de ella, el pop coreano, han tenido un significativo incremento dentro de la industria del entretenimiento, con su influencia, rompiendo las fronteras de Asia y expandiéndose por Oriente Medio, África del Norte, Europa y América. Los grupos de chicas son uno de los pilares de la ola coreana, con ventas millonarias de álbumes. 
Girls' Generation y 2NE1 son ampliamente reconocidas [cita requerida] como los dos mejores grupos de chicas de Corea del Sur. Otros grupos surcoreanos populares son, Sistar, A Pink, Girl's Day, F(x), 4minute, KARA, Miss A, Blackpink, T-ara, Wonder Girls, Twice, After School, entre otros. Estos grupos coreanos son particularmente efectivos en cuanto a ventas digitales de música, con siete grupos coreanos incluidos entre los 10 primeros en las listas de mejores ventas digitales. La influencia de los grupos de chicas originales de los Estados Unidos no se perdieron en esta era de artistas, donde muchos han adoptado influencias visuales de sus conceptos retro, como el éxito internacional de 2008 Nobody de Wonder Girls.
En 2010, Blush se formó originalmente por cinco miembros de Filipinas, India, Hong Kong, Corea del Sur y Japón, convirtiéndose en el primer grupo asiático en llegar con su álbum debut al Top 3 de una lista Billboard en EE. UU. Se formaron a partir de un programa de telerrealidad llamado Project Lotus: The Search for Blush.

#### Hispanoamérica

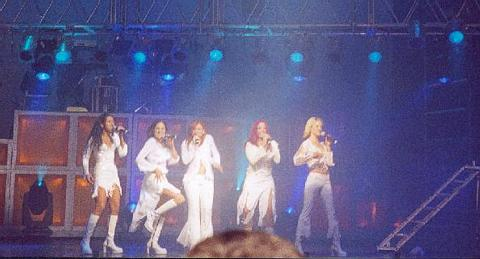
Bandana es el grupo femenino más exitosos de Argentina en la década de 2000.

Durante este periodo nacen los grupos Jeans, Lula Pop y Pinn de México; Escarcha y Ventino de Colombia, Sweet California, Las Ketchup de España y Bandana de Argentina.
En 2009 se formó en México el grupo "GranDiosas", en el que se reunieron intérpretes de la música romántica de los años 80. Durante distintas etapas, estuvo integrado por Dulce, Rocío Banquells, María Conchita Alonso, Karina, Edith Márquez, Manoella Torres, Laura Flores y Alicia Villarreal. En 2022, "Siempre Reinas", integrado por Sylvia Pasquel, Lucía Méndez, Lorena Herrera y Laura Zapata, lanzaron el sencillo «No me importa».  

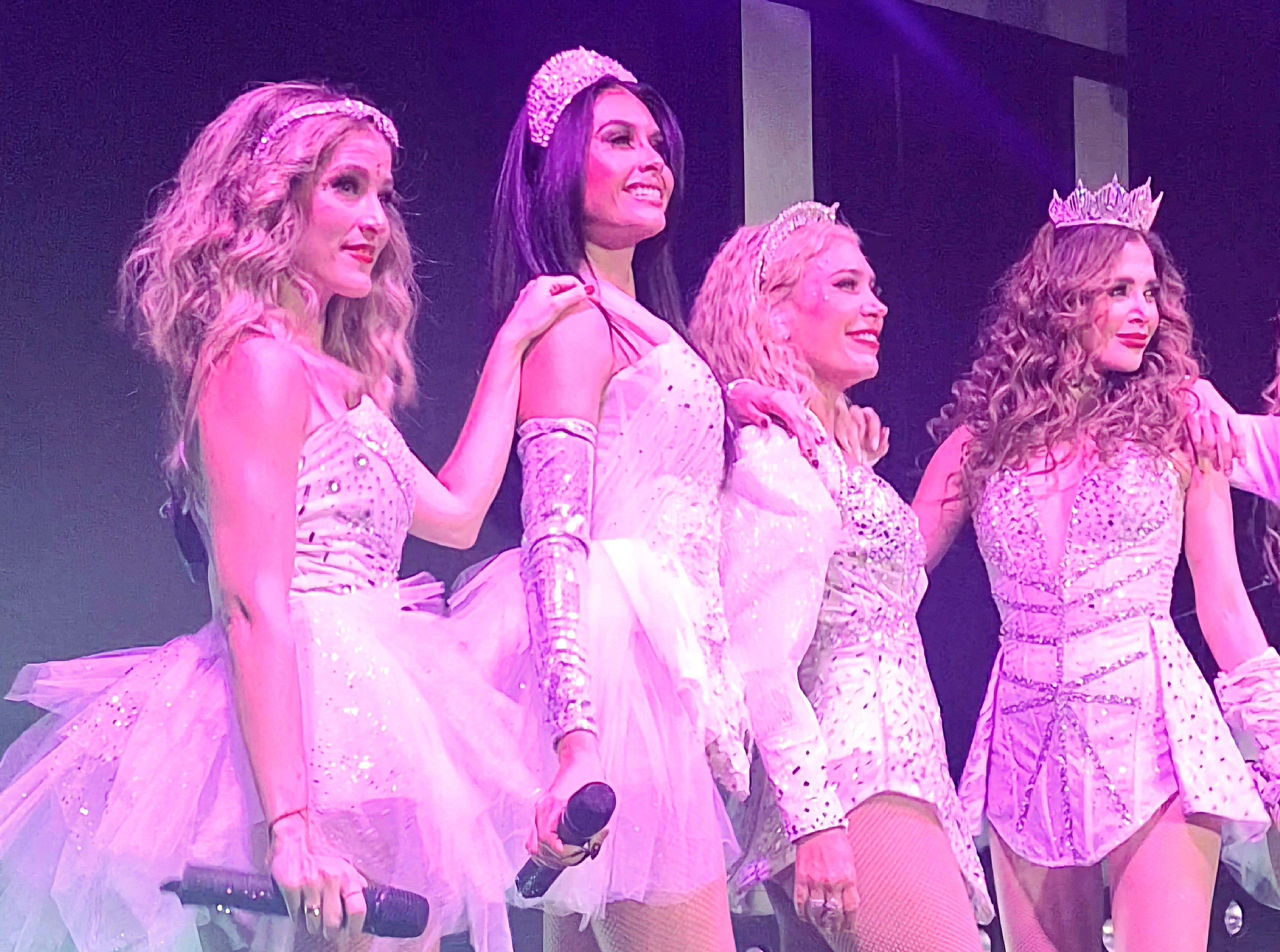
Reinas de corazones, grupo mexicano.

Desde 2023, se presenta el grupo Reinas de corazones, integrado actualmente por Shanik Aspe, Emma Escalante, Jimena Gállego, María Inés Guerra y Kristal Silva, todas ellas conocidas por su trabajo en televisión.

#### El ejemplo español: Las Ketchup
A pesar de que los grupos de chicas es un fenómeno netamente anglosajón y asiático, también en otros lugares han proliferado este tipo de grupos. 
Como mayor exponente podemos citar a las españolas Las Ketchup, grupo formado por cuatro hermanas y cuyo mayor éxito, Aserejé, alcanzó el n.º 1 en más de 20 países y vendiendo más de 7 millones de sencillos en todo el mundo. El tema fue compuesto por Manuel Ruiz Queco basándose, para hacer el estribillo, en la primera estrofa de la canción Rapper's Delight (1979), del trío de hip hop estadounidense The Sugarhill Gang. El tema Rapper's Delight está generalmente considerada como la primera canción en popularizar el hip hop en los Estados Unidos y en el resto del mundo. La canción está clasificada por la revista Rolling Stone en el n.º 248 de su lista The 500 Greatest Songs of All Time y en el n.º 2 del 100 Greatest Hip-Hop Songs de la cadena de televisión musical estadounidense VH1.
Las Ketchup, tras el éxito del tema, participó en el Festival de la Canción de Eurovisión 2006, alcanzando el vigésimo primer puesto. Ese mismo año, el grupo se disolvió.